# 博茹里什泰市鎮

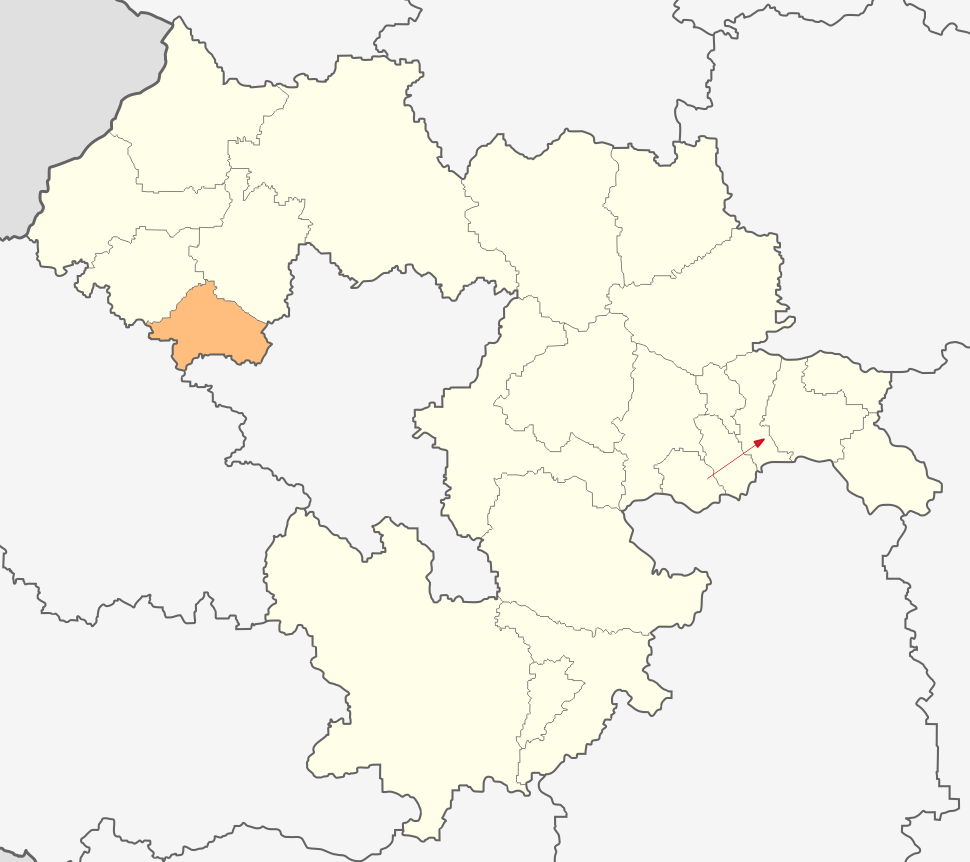

42°45′N 23°12′E / 42.75°N 23.2°E
博茹里什泰市鎮，是保加利亞西部索菲亞州的市鎮，行政中心为博茹里什泰，面積142.88平方公里，2011年人口8,473，人口密度每平方公里59.3人。